# Crisco (marque)

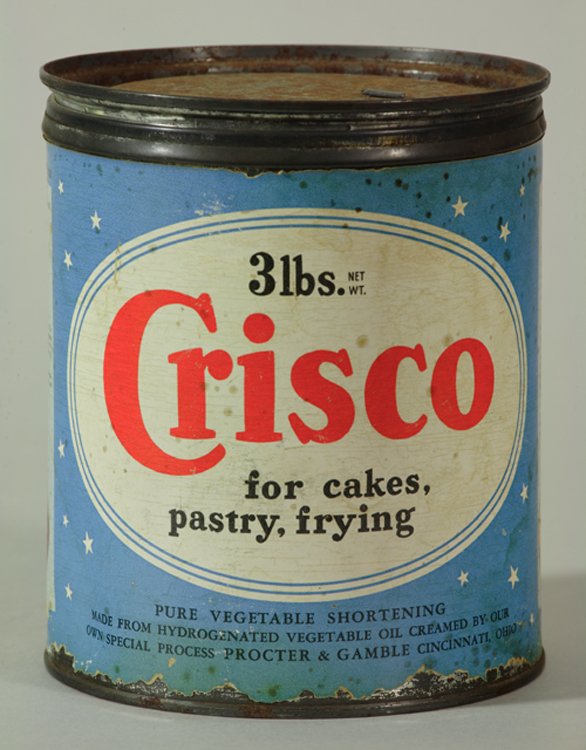
Boîte de Crisco d'époque : Boîte cylindrique en métal avec une étiquette en papier bleu à l'extérieur ; l'étiquette en papier identifie le produit, le poids et le fabricant, comme suit : "3lbs. NET WT / Crisco / for cakes, / pastry, frying / PURE VEG

Crisco est une marque américaine d'huiles et de graisses alimentaires, fondée en 1911. La margarine de la marque se compose, depuis une révision en 2012, d'un mélange d'huiles de soja et d'huile de palme, entièrement ou partiellement hydrogénées, connues pour leurs effets néfastes pour la santé.